# Meleagris gallopavo
Il tacchino selvatico (Meleagris gallopavo Linnaeus, 1758) è un uccello galliforme della famiglia dei Fasianidi.

## Descrizione

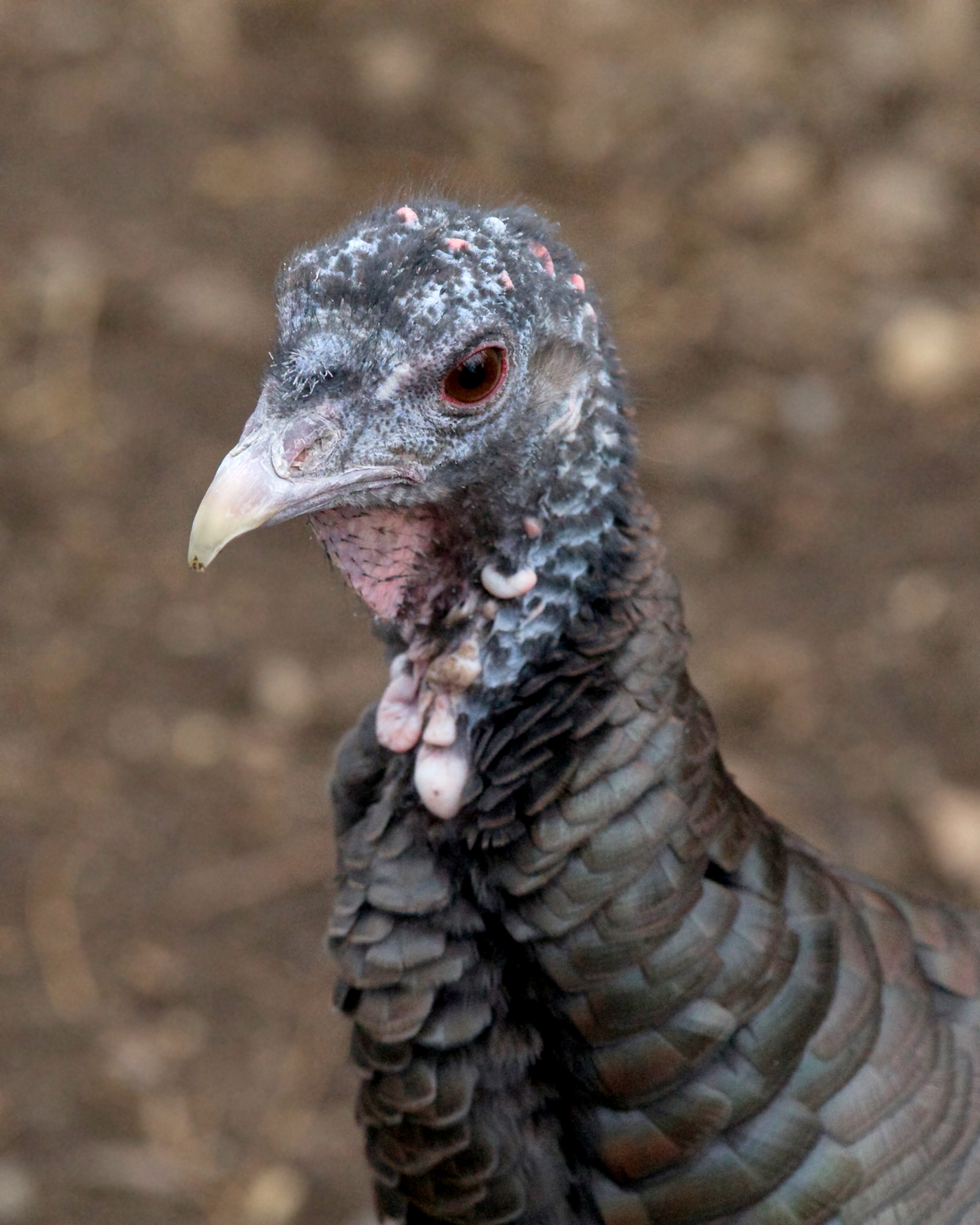
Primo piano di una femmina.

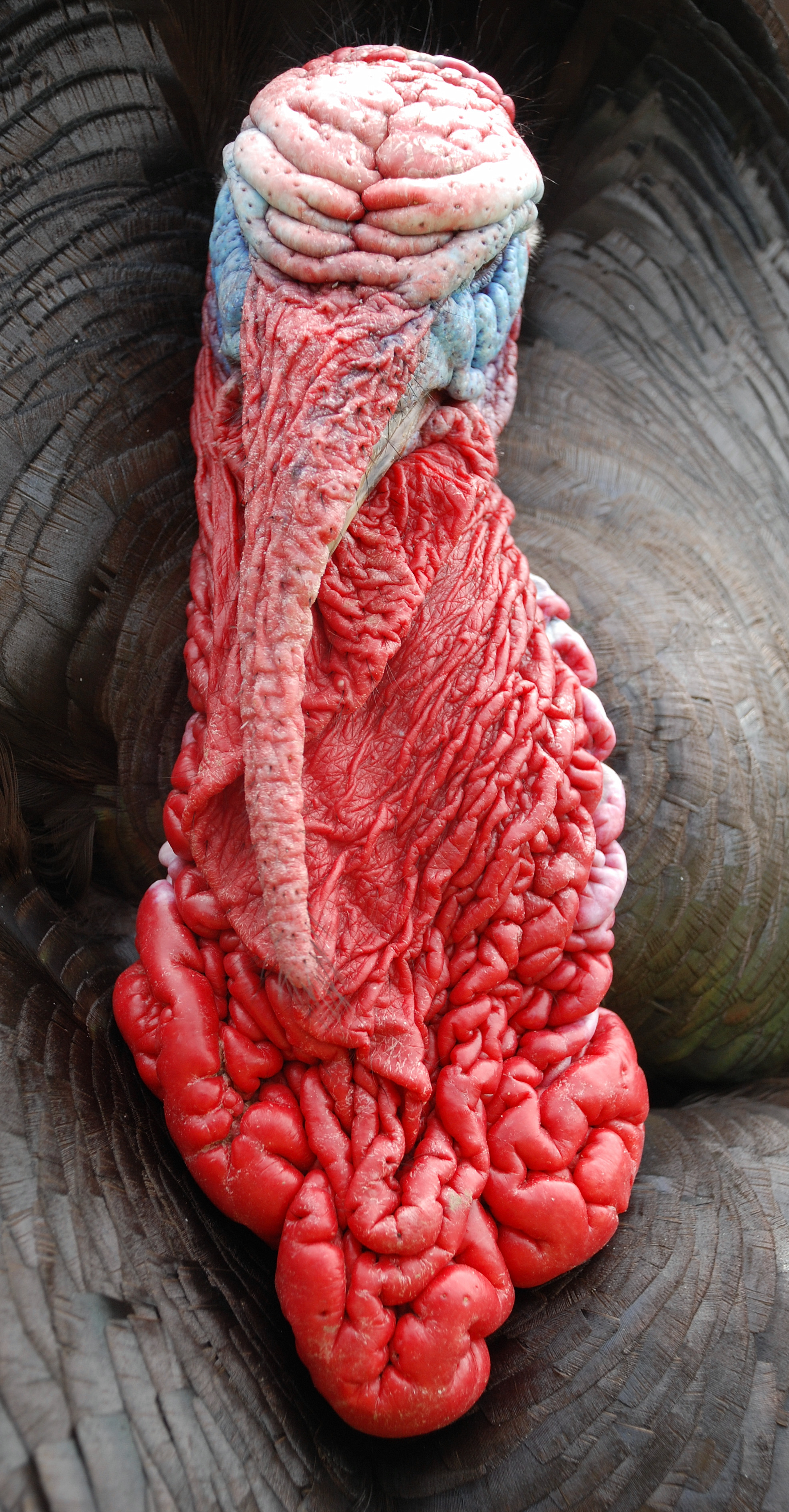
Primo piano di un maschio.

### Dimensioni
Il maschio misura 1-1,25 m di lunghezza per 5-11,5 kg di peso; la femmina 76-95 cm per 2,5-4,5 kg.

### Aspetto
La testa nuda è ricoperta da una pelle blu o viola. Sia il maschio che le femmina possiedono una grande caruncola, di colore rosso nel maschio, che pende sotto la gola ed un'altra che ricade sul becco. Il piumaggio è in gran parte bronzo-verdastro con riflessi color oro o rame. Le piume che ricoprono il collo, il petto e il dorso hanno le estremità nere. Il maschio possiede un ciuffo di piume sul petto note come «barba», che negli individui più anziani può raggiungere il terreno. Le zampe sono di color malva-rosato, con corti e possenti speroni.

## Biologia
Il tacchino viene predato da numerose specie: coyote, volpi, lupi, linci, rapaci, gufi, procioni, moffette e visoni. Dovendo fronteggiare predatori così numerosi, l'uccello deve essere molto prudente. Per questo motivo molti tacchini dormono su alberi che crescono nell'acqua, difficilmente accessibili via terra. Essendo molto pesante, il tacchino riesce a spiccare il volo a malapena e deve correre per alcuni metri prima di poter decollare. I giovani tacchini sono ancora più impacciati e devono svolazzare da un ramo all'altro per andare a dormire in cima ad un albero.

### Alimentazione
Il tacchino selvatico gratta il suolo della foresta, rivoltando le foglie morte e beccando le piante. Si nutre di bacche, erbe, germogli, semi, radici e tuberi. Varia la sua dieta vegetariana con qualche insetto, come i grilli, o con alcuni piccoli crostacei, molluschi e perfino anfibi. Il tacchino selvatico inghiotte interi i suoi alimenti, che vengono macinati nel possente ventriglio. Come molti animali, ingoia piccoli ciottoli per facilitare questa operazione, ma il suo apparato digerente è sorprendentemente efficace. La specie è stata vista anche ingoiare piccoli pezzi di metallo e una volta un esemplare ha ingoiato 24 noci intere in quattro ore.

### Riproduzione

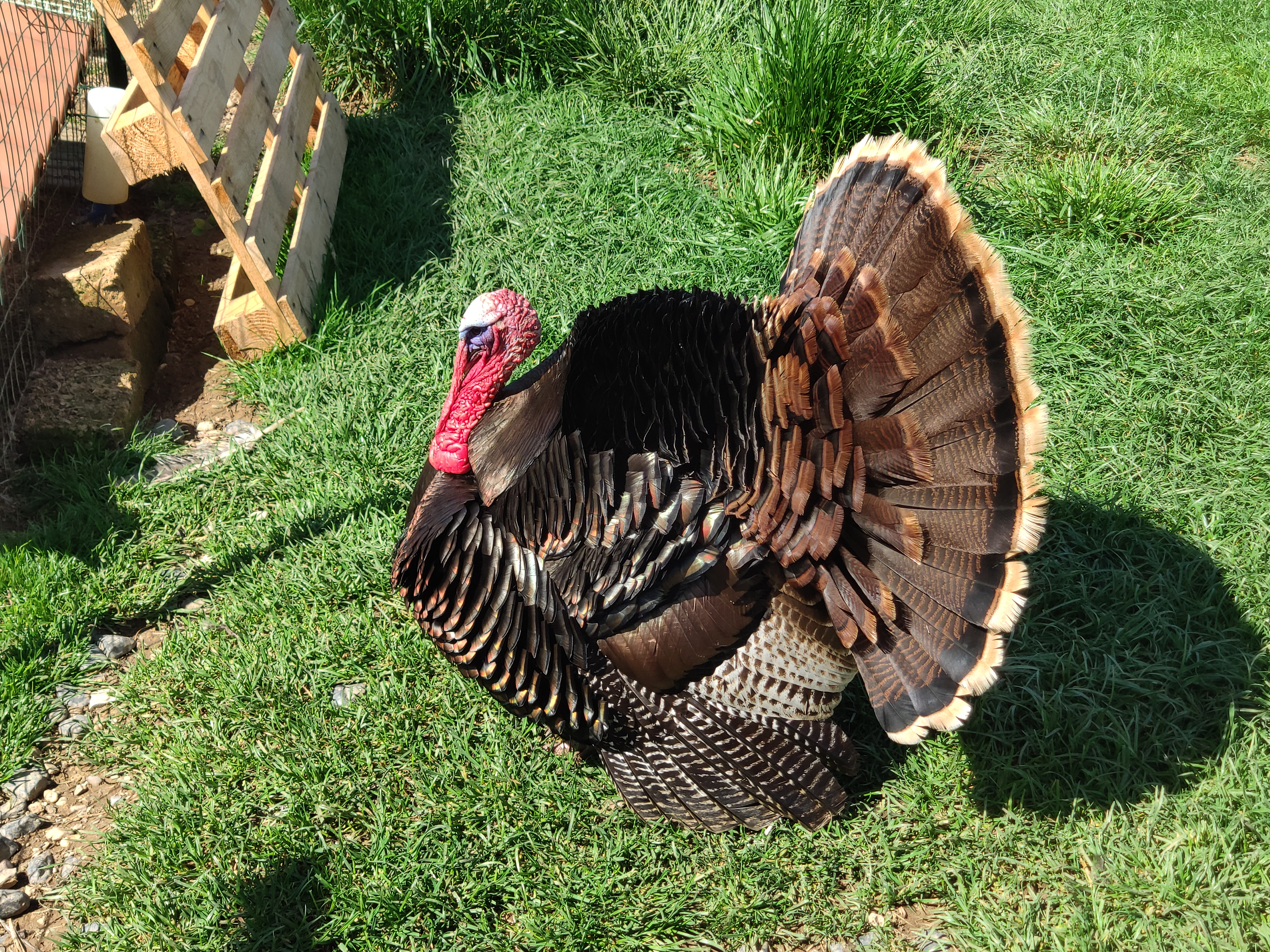
Un esemplare maschio con la coda aperta a ventaglio

I tacchini selvatici praticano la poliginia (unione di un maschio con più femmine). Le femmine sono pronte alla riproduzione all'età di un anno, mentre i loro compagni devono pazientare più a lungo, costretti a competere con gli smaliziati anziani. Nello sforzo di acquistare una femmina il maschio mette in atto tutto un campionario di seduzioni: apre a ventaglio la coda, abbassa e fa risuonare le remiganti primarie, rigonfia i bargigli, incede impettito sul «terreno di parata», gloglottando con tutta la sua forza.
Non appena fecondata, la femmina si allontana e si accinge a costruirsi un nido: una piccola depressione nel terreno rivestita di foglie. La covata comprende da 8 a 15 uova, ma in un nido se ne possono trovare anche una trentina, deposte da più di una femmina. L'incubazione è esclusivo compito della chioccia che, dovendo assentarsi anche per un breve periodo, si premura di dissumulare le uova sotto uno strato di foglie.
I nidiacei, precoci, sono fatti oggetto delle sollecitazioni materne per le prime due settimane ma, acquisito l'uso delle ali, imparano a trascorrere la notte appollaiati sui rami degli alberi e nel volgere di poche settimane sono perfettamente in grado di badare a sé stessi.
I nidiacei rimangono insieme sino all'età di sei mesi circa, dopo di che i maschi si separano aggregandosi in club piuttosto esclusivi, di difficile accesso anche per qualche maschio solitario. I preadolescenti di solito formano branchi a sé stanti. È un periodo duro per il maschio ruspante, costretto a combattere senza posa per affermare il suo predominio tra i coetanei e definire il suo status sociale nell'ambito dello stormo. I confronti sono spesso vivaci, con largo impiego delle ali e degli speroni, durano magari anche un paio di ore e qualche volta si concludono in modo tragico. Una volta stabilito, l'ordine gerarchico viene però raramente messo in discussione e anche i conflitti tra i gruppi, risolti per lo più a favore dell'unità più agguerrita, si compongono alla fine in un modus vivendi accettabile nel rispetto delle posizioni di dominanza.
Anche tra le femmine vale la forza del rango sociale, ma non in maniera così manifesta come per i maschi. In generale le femmine più anziane prevalgono su quelle più giovani e le femmine emerse per la loro combattività da un gruppo di sorelle sembrano in seguito primeggiare anche nelle contese individuali.
All'approssimarsi dell'epoca del calore i grossi agglomerati maschili si spezzettano, ma i gruppi di fratelli rimangono uniti. Sull'arena, ovviamente, hanno la meglio i maschi dei gruppi dominanti.
Stabilire la gerarchia, anche nell'interno di un gruppo, è essenziale in quanto soltanto gli uccelli «alfa» accedono alla copula. In uno studio si è accertato che 6 dei 170 maschi presenti sul terreno di parata si erano accaparrati tutti gli accoppiamenti.

## Distribuzione ed habitat
Anche se più piccolo e meno massiccio rispetto alla forma domestica, il tacchino selvatico è un grosso uccello. Vive nelle foreste di montagna, nei boschi e nelle paludi degli Stati Uniti. Al di fuori del periodo di riproduzione, maschi e femmine conducono esistenze separate, appollaiandosi sugli alberi il più in alto possibile. Presente in gran numero in 21 stati del Paese, il tacchino selvatico si incontra dalla costa est degli Stati Uniti fino al sud del Messico. Ad ovest, è presente dallo stato di Washington fino al Nuovo Messico ed al Texas.

## Tassonomia
Ne esistono sei sottospecie:

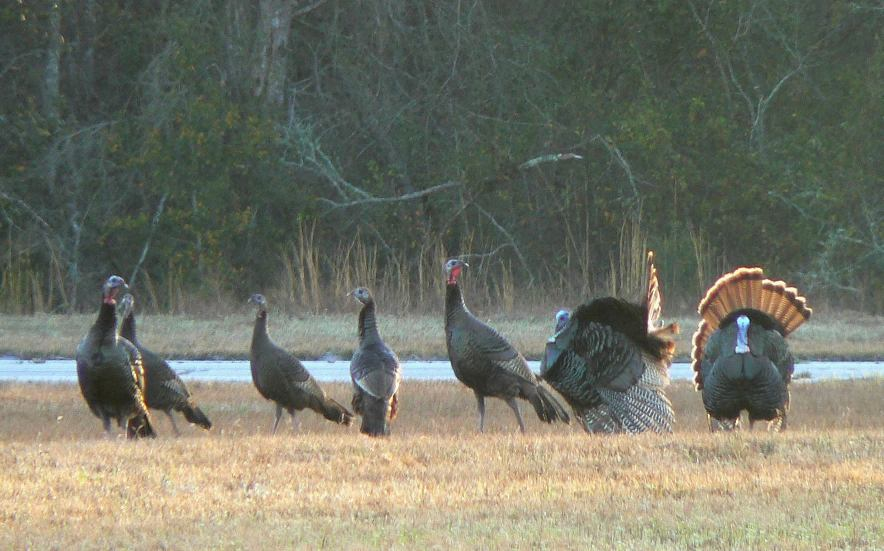
M. g. silvestris.

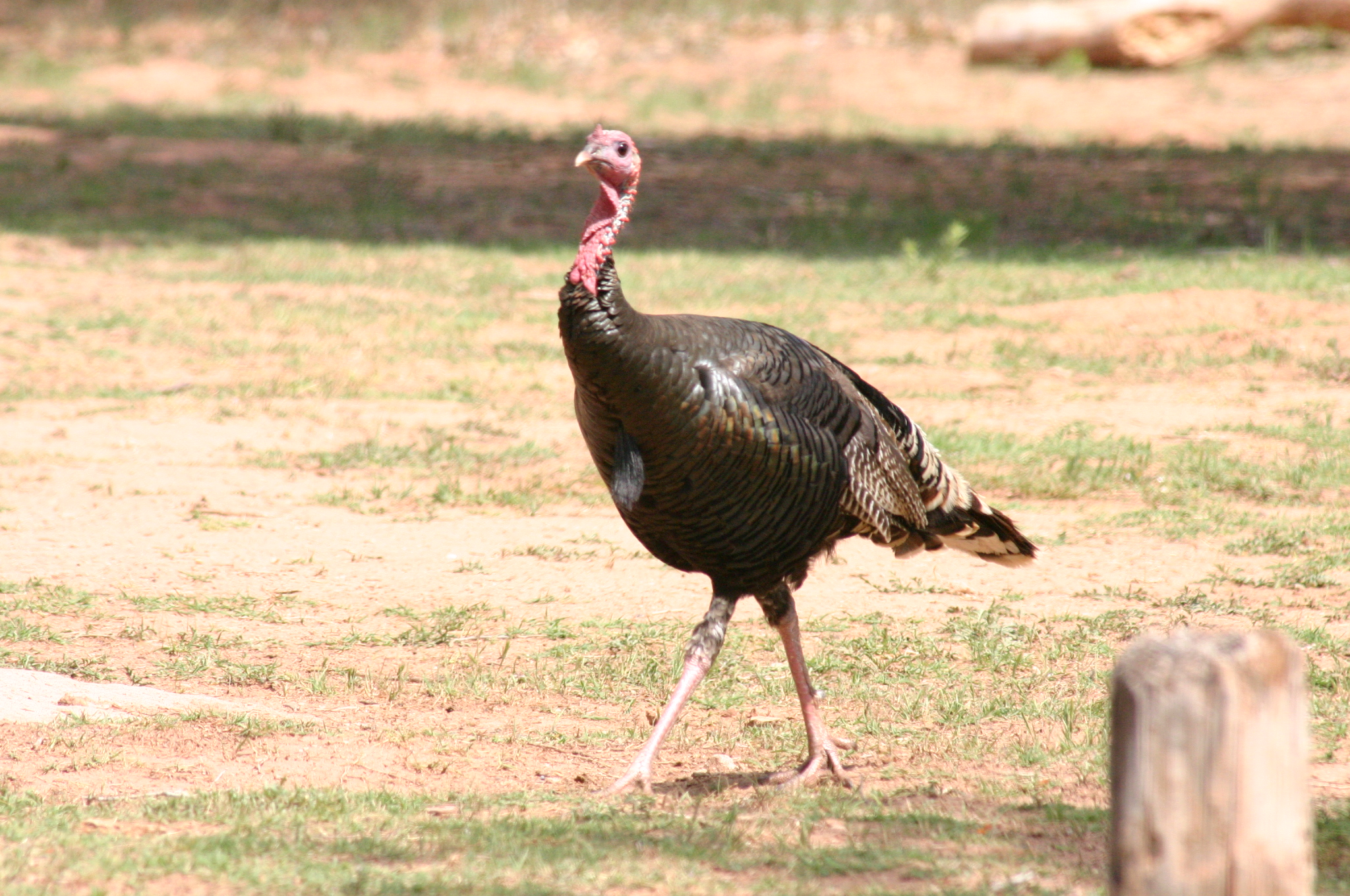
M. g. intermedia.

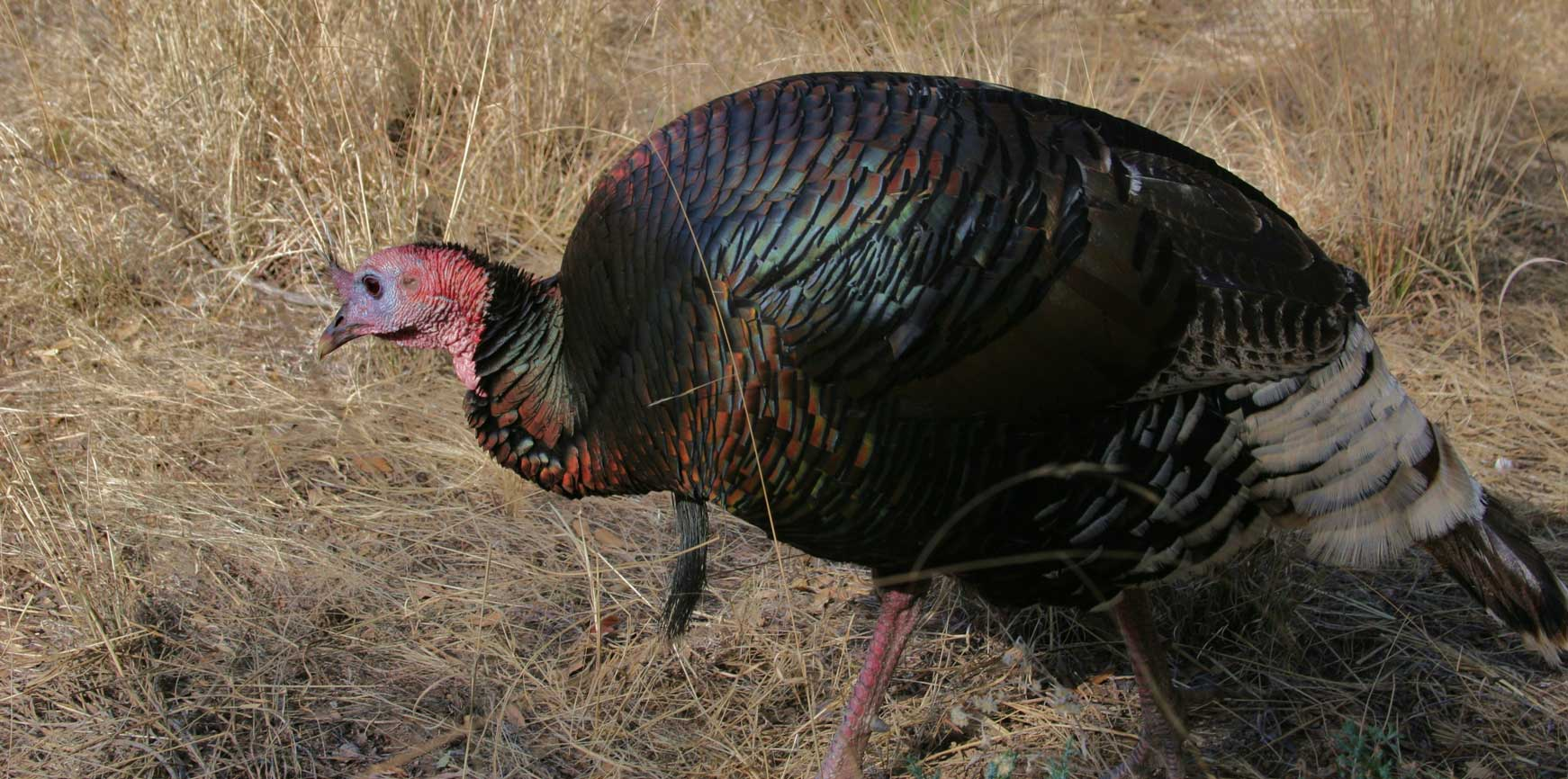
M. g. mexicana.

- M. g. silvestris Vieillot, 1817 è considerata la sottospecie di riferimento, pur non essendo quella nominale, essendo quella più largamente diffusa e con distribuzione geografica più estesa. Il suo areale originario comprendeva le aree meridionali del Canada orientale e gli Stati Uniti orientali, giungendo a sud fino alla Florida centrale. In ragione della vastità del suo areale, può frequentare habitat molto diversi, come foreste di conifere e/o di latifoglie, boschi misti, radure cespugliose, le Grandi Pianure e/o i pascoli aperti, nonché le coltivazioni agricole. Nel maschio le piume che ricoprono il petto sono nere, mentre sulle restanti parti del corpo predominano tonalità rame e bronzee, nelle quali la presenza di riflessi verdastri si riduce al minimo. Le remiganti primarie sono caratterizzate da righe bianche e nere che si estendono per tutta la lunghezza delle penne stesse, mentre le secondarie risultano perlopiù barrate di bianco, che quando le ali si trovano ripiegate sulla schiena vanno a formare su entrambi i lati una sorta di zona triangolare. Le copritrici caudali sono contraddistinte da apici castano-marrone, mentre le penne della coda terminano con barrature color camoscio o marrone cioccolato, anziché bianche come nella sottospecie nominale. Le femmine sono complessivamente più brunastre, con colori meno brillanti ed iridescenti, pur avendo anch'esse frangiature color camoscio o castano[3].
- M. g. osceola Scott, 1890 è originaria delle aree meridionali della Florida; predilige ambienti palustri o comunque caratterizzati da suolo molto umido ricco di marcescenze naturali. Deve il nome all'omonimo capo indiano della tribù dei Seminole, che per cinque anni combatté contro gli americani. È di norma più piccola, e con tonalità di colore più scure, rispetto a M. g. silvestris, al quale per altro assomiglia, ma presenta meno venature bianche sulle remiganti, con barrature delle stesse che sono strette, nonché irregolari, e, mancando di continuità, non si estendono sino al rachide delle penne, mentre le secondarie sono bruno-grigiastro scuro senza bordature visibili, ma con screziature brunastre sul vessillo. Le copritrici della coda sono complessivamente scure, mentre le parti terminali delle caudali si presentano con larga barratura bruno-marrone[3].
- M. g. intermedia Sennett, 1879, nota come tacchino del Rio Grande, è originaria delle Grandi Pianure che caratterizzano le aree centrali americane, ma è stato introdotto in diversi altri Stati degli USA. Solitamente predilige foreste poco fitte di conifere e querce, macchie arbustive, territori cespugliosi e radure nei pressi di corsi d'acqua. Il maschio non presenta caratteristiche di rilievo, e in linea di massima la colorazione della sua livrea può essere ritenuta come una via di mezzo, intermedia appunto, tra quelle di M. g. osceola, M. g. gallopavo e M. g. mexicana, essendo più chiara di quella della prima ma più scura di quella delle altre due. Le femmine sono caratterizzate da piume che su petto e fianchi si presentano con una colorazione fulvo-rosa[3].
- M. g. mexicana Gould, 1856, nota come tacchino di Gould, è originaria degli altopiani nord-occidentali del Messico, occupando i territori montagnosi della Sierra Madre Occidentale sino ad arrivare in Nuovo Messico e Arizona, caratterizzati da foreste con presenza di denso ma non intricato sottobosco, lungo le rive di fiumi e torrenti o in altre aree cespugliose con radi alberi. È, assieme a quella nominale, la più grossa tra le sottospecie, e rispetto a tutte le altre ha timoniere centrali, zampe e piedi più lunghi. Inoltre sembra essere la sottospecie più coinvolta nella formazione delle razze domestiche. Nel maschio la livrea è complessivamente verde-blu con riflessi metallici; la parte bassa della schiena e la groppa presentano una colorazione cangiante rame, verde e oro. Le copritrici caudali e le penne della coda sono barrate di bianco alle estremità, e durante le fasi del corteggiamento, cioè quando il maschio esibisce la classica ruota, rimangono separate le une dalle altre, caratteristica che distingue il M. g. mexicana da tutte le altre sottospecie. Nella femmina la colorazione verde è meno brillante, con iridescenze rosse che invece si presentano maggiormente violacee[3].
- M. g. merriami Nelson, 1900 è maggiormente concentrata in Arizona nelle pinete di pino giallo (Pinus ponderosa), nonché in Nuovo Messico, Colorado e nei territori montuosi dell'ovest americano, ma è stata introdotta in altri Stati, sia degli USA che del Canada. Predilige foreste di conifere non troppo fitte e praterie cespugliose dalle quali emergono rade piante. Sebbene assomigli per forma e dimensioni a M. g. silvestris e M. g. gallopavo, si differenzia da questi per avere la schiena contraddistinta da una colorazione nera vellutata, nonché per la tonalità della livrea molto diversa che nel maschio si presenta complessivamente blu-nera intrisa di iridescenze porporine e bronzee. Le piume che ricoprono il petto sono caratterizzate da apici esterni neri con superfici bianche che sulle ali sono molto più estese, apparendo ancora più bianche quando queste ultime sono ripiegate. La parte inferiore della schiena e le penne della coda sono barrate di bianco opaco - caratteristica che distingue la sottospecie da tutti i conspecifici -, e i contrasti di colore della coda divengono ancor più evidenti quando questa viene esposta su uno sfondo scuro. Le copritrici caudali sono di colore fulvo-rossiccio, ma i loro apici biancastri fanno apparire bianco il groppone. Nella femmina le penne che ricoprono il petto sono contraddistinte da apici esterni con colorazione fulva, anziché nera come nei maschi[3].
- M. g. gallopavo Linnaeus, 1758 è originaria delle regioni meridionali del Messico. Nel maschio le penne della parte dorsale del collo, del groppone, le piccole, medie e grandi copritrici delle ali e le parti inferiori sono color rame bronzato cangiante in verde, porporino ed oro focato. Tutte le penne, eccettuate quelle del collo, del manto e del petto, hanno i margini neri; groppone e sopracoda sono neri, con una stria sub-terminale metallica o riflessi purpurei; le copritrici primarie e le penne dell'alula sono percorse da strie alternate pressappoco uguali, bruno-nere e bianche; queste ultime sono più o meno macchiate di bruno sui vessilli interni; le secondarie sono pressappoco uguali, ma le strie bianche sono più strette ed il bruno più pallido e misto a rossiccio, specialmente su quelle più esterne, le quali sono più o meno sfumate e cangianti sui vessilli esterni, di verde dorato e di rosso cangiante in oro. Le piume dei fianchi e le copritrici della coda sono nere, con una grande stria sub-terminale metallica, ed abbondantemente macchiate di bianco. Le timoniere sono macchiate di castano e di nero e presentano un'ampia stria sub-terminale nera e margine bianco; quelle laterali hanno una debole stria metallica attraverso il mezzo della fascia nera. La pelle nuda del capo è di un pallido rosso cremisi, il becco è rosso-arancio e le zampe e i piedi sono rosso corallo. La femmina differisce dal maschio per il fatto di avere le piume del collo che si prolungano superiormente in una stria che va fino alla base del processo estendibile della fronte. Il piumaggio è molto simile a quello del maschio, ma non così brillante, e tutte le penne delle parti inferiori sono frangiate di bianco come quelle del groppone e del sopracoda[3].